# Stečanka
Stečanka (ukrajinsky Стечанка) je zaniklá obec na severní Ukrajině, v Kyjevské oblasti a v Ivankivském rajóně. Leží asi dvacet kilometrů od města Černobyl, 16 km od Jaderné elektrárny Černobyl a 14 km od města Pripjať. Od 27. dubna 1986 (den poté, co došlo k havárii v jaderné elektrárně Černobyl) zde nežije nikdo. Zůstaly zde jen opuštěné budovy.